# Joseph Ritt
Joseph Fels Ritt (* 23. August 1893 in New York City; † 5. Januar 1951 ebenda) war ein US-amerikanischer Mathematiker.

## Leben
Ritt studierte ab 1908 am City College of New York, wobei er mehrere Mathematik-Preise gewann. Da er Geld verdienen musste, arbeitete er ab 1910 am Naval Observatory in Washington, D.C., studierte aber gleichzeitig weiter an der George Washington University (Bachelor-Abschluss 1913). Danach setzte er sein Studium mit einem Stipendium an der Columbia University fort, wo er 1917 bei Edward Kasner promovierte. Danach arbeitete er im Ersten Weltkrieg als Rechner für die Regierung. 1921 wurde er Assistant Professor, 1927 Associate Professor und 1931 Professor an der Columbia University, ab 1945 als Davies Professor of Mathematics. 1942 bis 1945 war er Vorstand der Mathematischen Fakultät.
Unabhängig von Fatou und Julia erzielte Ritt viele von deren Ergebnissen über die Iteration rationaler Funktionen.
Ein anderer wichtiger Satz von ihm betrifft die Eindeutigkeit der Faktorisierung von Polynomen unter Komposition. Der größte und wohl auch wichtigste Teil seines Werks betrifft aber die algebraische Theorie der Differentialgleichungen, über die er auch zwei Bücher schrieb (Differential equations from an algebraic standpoint und Differential Algebra).
1948 erschien sein Buch Integration in Finite Terms über die Integration der elementaren Funktionen (in Anschluss an Joseph Liouville). Die Suche nach allgemeinen Algorithmen stellte sich dabei als relativ schwieriges Problem heraus und wurde erst 1968 von Robert Risch gelöst. Später beschäftigte sich Ritt auch mit Anwendungen von Lie-Gruppen in der Theorie der  Differentialgleichungen.
1950 hielt er einen Plenarvortrag auf dem Internationalen Mathematikerkongress (ICM) in Cambridge (Massachusetts) (Differential Groups). 1932 war er Colloquium Lecturer der American Mathematical Society, deren Vizepräsident er 1938 bis 1940 war. Er war seit 1933 Mitglied der National Academy of Sciences.
Zu seinen Doktoranden zählt Ellis Kolchin.
Ihm zu Ehren bietet seit 1960 die Mathematische Fakultät der Columbia University Post-Doktoranden zeitlich befristete Stellen als „Joseph F. Ritt Assistant Professor“ bzw. Instructor an.

## Schriften
- Differential equations from an algebraic standpoint, New York, American Mathematical Society 1932
- Theory of Functions, New York 1945, 1947
- Integration in finite terms: Liouville´s Theory of Elementary Methods, Columbia University Press 1948
- Differential Algebra, American Mathematical Society 1950, Dover 1966